# Марко Бабич
Ма́рко Ба́бич (хорв. Marko Babić, нар. 28 січня 1981, Осієк) — хорватський футболіст, півзахисник клубу «Осієк».

## Клубна кар'єра
У дорослому футболі дебютував 1997 року виступами за команду клубу «Осієк», в якій провів три сезони, взявши участь у 16 матчах чемпіонату. 
Своєю грою за цю команду привернув увагу представників тренерського штабу клубу «Баєр 04», до складу якого приєднався у 2000 році. Відіграв за команду з Леверкузена наступні сім сезонів своєї ігрової кар'єри. Більшість часу, проведеного у складі «Баєра», був гравцем основного складу команди.
Згодом з 2007 до 2010 року грав у складі команд клубів «Реал Бетіс», «Герта» та «Реал Сарагоса».
До складу клубу «Осієк» повернувся 2011 року. Наразі встиг відіграти за команду з Осієка 26 матчів в національному чемпіонаті.

## Виступи за збірну
2002 року дебютував в офіційних матчах у складі національної збірної Хорватії. До припенення викликів до головної команди країни у 2008 провів у її формі 49 матчів, забивши 3 голи.
У складі збірної був учасником чемпіонату світу 2006 року у Німеччині.

## Титули і досягнення
- Володар Кубка Хорватії (1):

«Осієк»: 1998-99